# Władimir Murawjow
Władimir Pawłowicz Murawjow (ros. Владимир Павлович Муравьёв; ur. 30 września 1959 w Karagandzie) – kazachski lekkoatleta startujący w barwach Związku Radzieckiego, sprinter, dwukrotny mistrz olimpijski i mistrz Europy.
Rozpoczął międzynarodową karierę na igrzyskach olimpijskich w 1980 w Moskwie, na których zdobył złoty medal w sztafecie 4 × 100 metrów (skład sztafety: Murawjow, Nikołaj Sidorow, Aleksandr Aksinin, Andriej Prokofjew). W biegu na 100 metrów zajął 6. miejsce w finale.
Na halowych mistrzostwach Europy w 1981 w Grenoble Murawjow zdobył srebrny medal w biegu na 50 metrów, przegrywając tylko z Marianem Woroninem, a wyprzedzając swego kolegę z reprezentacji ZSRR Andrieja Szlapnikowa. Zdobył srebrny medal w sztafecie 4 × 100 metrów na uniwersjadzie w 1981 w Bukareszcie. Zajął 4. miejsce w tej konkurencji na zawodach pucharu świata w 1981 w Rzymie. Odpadł w półfinale biegu na 200 metrów na halowych mistrzostwach Europy w 1982 w Mediolanie. Na mistrzostwach Europy w 1982 w Atenach zajął 7. miejsce w biegu na 200 metrów, a w biegu na 100 metrów odpadł w półfinale. Radziecka sztafeta 4 × 100 metrów zdobyła złoty medal, ale bez Murawjowa w składzie.
Podczas pierwszych mistrzostw świata w 1983 w Helsinkach był członkiem sztafety 4 × 100 metrów, która zdobyła brązowy medal (biegli w niej Prokofjew, Sidorow, Murawjow i Wiktor Bryzhin). Startował również w biegu na 200 metrów, ale odpadł w półfinale. Zdobył brązowy medal w sztafecie 4 × 100 metrów na uniwersjadzie w 1983 w Edmonton.
Radziecki bojkot uniemożliwił mu start na igrzyskach olimpijskich w 1984 w Los Angeles. Na zawodach Przyjaźń-84 w Moskwie zwyciężył w biegu na 200 metrów i w sztafecie 4 × 100 metrów. Zajął 2. miejsce w biegu na 100 metrów w finale pucharu Europy w 1985 w Moskwie oraz 6. miejsce w biegu na 200 metrów i 3. miejsce w sztafecie 4 × 100 metróww pucharze świata w Canberze.
Na mistrzostwach Europy w 1986 w Stuttgarcie odpadł w półfinale biegu na 100 metrów, ale był w składzie zwycięskiej sztafety 4 × 100 metrów (Aleksandr Jewgienjew, Nikołaj Juszmanow, Murawjow i Bryzhin), która czasem 38,29 s ustanowiła rekord mistrzostw.
Na mistrzostwach świata w 1987 w Rzymie odpadł w ćwierćfinale biegu na 100 metrów, ale zdobył srebrny medal w sztafecie 4 × 100 metrów (biegli w niej Jewgienjew, Bryzhin, Murawjow i Władimir Kryłow). Jej wynik (38,02 s) był nowym rekordem Europy.
Na igrzyskach olimpijskich w 1988 w Seulu wystąpił tylko w sztafecie 4 × 100 metrów, która po zgubieniu pałeczki przez sztafetę USA zdobyła w finale złoty medal (w składzie Bryzhin, Kryłow, Murawjow i Witalij Sawin).
Murawjow był mistrzem ZSRR w biegu na 200 metrów w 1983 i w biegu na 100 metrów w 1985 i 1987, a także halowym mistrzem w biegu na 100 metrów w 1979 i w biegu na 60 metrów w 1981.

## Rekordy  życiowe
Rekordy życiowe Murawjowa:
- bieg na 100 metrów – 10,20 s (9 lipca 1986, Moskwa)
- bieg na 200 metrów – 20,34 s (18 sierpnia 1984, Moskwa)